# Alapàievsk
Alapàievsk (en rus: Алапаевск) és una ciutat de Rússia, a l'óblast de Sverdlovsk. Es troba a la confluència dels rius Neiva i Alapaikha, a 129 km al nord-est de Iekaterinburg. Centre miner i fabril d'importància, també gaudeix de notorietat perquè hi va passar la seva infància el compositor Piotr Ilich Chaikovski. Durant la revolució russa i la Guerra Civil va ser un dels més importants centre del comunisme als Urals i hia van estar presoners la Gran Duquessa Isabel Fiódorovna, el Príncep Vladímir Paléi i altres membres de la família Románov, que van ser assassinats en una mina dpropera en la matinada el 18 de juliol de 1918.
En Alapáyevsk hi ha diversos museus importants, entre ells un d'art popular tradicional, situat en l'antiga catedral de la Transfiguración, i un altre a la casa on va viure la família Chaikovski, dedicat a la memòria del compositor, així com el major orfenat de la regió dels Urals. També es conserva l'edifici de l'escola Napólnaya, on van estar captius els Románov.

## Història
Alapàievsk és un dels centres siderúrgics més antics dels Urals, on la primera fàbrica s'hi construí el 1704. La vila es fundà el 1781. És coneguda per les seves fàbriques i mines, però l'última fàbrica metal·lúrgica fou tancada el 1990. El 18 de juliol de 1918 s'executaren a Alapàievsk alguns membres de la família imperial de russa: la gran duquessa Elisabet, germana de la tsarina, el gran duc Serguei Mikhàïlovitx, els prínceps imperials Ioann Konstantínovitx, Konstantín Konstantínovitx, Ígor Konstantínovitx i Vladímir Palei; així com la germana Varvara Iàkovleva i Fiódor Semiónovitx Remez, secretari del gran duc Serguei.